# Mediegrundlagskommittén
Mediegrundlagskommittén var en parlamentariskt sammansatt kommitté som tillsattes genom regeringsbeslut den 26 juni 2014. Den skulle dels gå igenom språket i tryckfrihetsförordningen och yttrandefrihetsgrundlagen. Den skulle också utreda frågor kring databaser kopplade till personlig integritet och preskriptionstider för utgivaransvar. Regeringen beslutade att utöka uppdraget för kommittén att även utreda ifall det var möjligt att reglera utformningen på tobaksvarornas förpackningar den 4 februari 2016.
Anders Eka förordnades som ordförande för kommittén som antog namnet Mediegrundlagskommittén den 26 juni 2014. Kommittén överlämnade sitt slutbetänkande Ändrade Mediegrundlagar SOU 2016:58 den 1 september 2016.